# Johann Carl Hickel
(Johann) Carl (Karl) Hick(e)l (* 11. September 1811 in Wien; † 28. August 1855 ebenda) war ein österreichischer Schriftsteller.

## Leben
Hickel besuchte fünf Jahre lang das Schottengymnasium in Wien und diente von 1831 bis 1836 erst als Kadett, später als Kürassierleutnant unter dem Feldmarschall Radetzky. Er wirkte dann als Dramaturg am Prager Ständetheater und ab 1852 am Theater in der Josefstadt und verfasste Opernlibretti, dramatische und lyrische Dichtungen.

## Werke
- Radetzky-Feier, dramatisches Gedicht, 1850
- Libretto zu František Škroups Oper Der Meergeuse, 1851[1]
- Libretto zu Johann Friedrich Kittls Oper Die Waldblume, 1852[2]
- Österreichische Kaiserlieder, 1855
- Der Minnehof, 1855

## Quelle
- Hickel, Karl. In: Österreichisches Biographisches Lexikon 1815–1950 (ÖBL). Band 2, Verlag der Österreichischen Akademie der Wissenschaften, Wien 1959, S. 312.